# Тори Томас
Тори Томас (енгл. Torey Jamal Thomas; Вајт Плејнс, Њујорк, 26. фебруар 1985) је амерички кошаркаш. Игра на позицији плејмејкера.

## Успеси

### Клупски
- Роса Радом:
  - Куп Пољске (1): 2016.

### Појединачни
- Најкориснији играч Првенства Пољске (1): 2010/11.